# Queer (film)
Pour les articles homonymes, voir Queer (homonymie).
 (juin 2024).
Si vous disposez d'ouvrages ou d'articles de référence ou si vous connaissez des sites web de qualité traitant du thème abordé ici, merci de compléter l'article en donnant les références utiles à sa vérifiabilité et en les liant à la section « Notes et références ».
Pour plus de détails, voir Fiche technique et Distribution.
Queer est un film italo-américain réalisé par Luca Guadagnino et écrit par Justin Kuritzkes, sorti en 2024. Il s'agit d'une adaptation du roman du même titre de William S. Burroughs datant de 1985.
Il est présenté en compétition à la Mostra de Venise 2024.

## Synopsis
William Lee, un écrivain, raconte sa vie à des étudiants américains expatriés à Mexico. Lui, qui erre sans but dans les bars gays de la ville, va voir son destin basculer le jour où il va croiser la route du jeune Eugene Allerton. Il jette son dévolu sur le jeune homme dont il s'éprend de manière obsessionnelle mais celui-ci le rejette. Pourtant, malgré leur relation complexe, les deux amis se lancent ensemble en quête d’une plante hallucinogène qui conférerait des dons télépathiques.

## Fiche technique
Sauf indication contraire, les informations mentionnées dans cette section peuvent être confirmées par la base de données cinématographiques IMDb,  présente dans la section « Liens externes ».
- Titre original et français : Queer
- Réalisation : Luca Guadagnino
- Scénario : Justin Kuritzkes, d'après le roman Queer de William S. Burroughs
- Musique : Trent Reznor et Atticus Ross
- Direction artistique :
- Décors : Stefano Baisi
- Costumes : Jonathan Anderson
- Montage : Marco Costa
- Photographie : Sayombhu Mukdeeprom
- Production : Luca Guadagnino et Lorenzo Mieli
- Sociétés de production : The Apartment, Frenesy Film Company et FremantleMedia North America
- Société de distribution : Pan Distribution (France)
- Pays de production :  Italie,  États-Unis
- Langue originale : anglais
- Format : couleur
- Genre : drame
- Dates de sortie :
  - Italie : 3 septembre 2024 (Mostra de Venise 2024)
  - États-Unis : 27 novembre 2024
  - France : 26 février 2025[2]
- Interdit aux moins de 12 ans avec avertissement lors de sa sortie en France

## Distribution
- Daniel Craig (VF : Éric Herson-Macarel) : William Lee
- Drew Starkey (VF : Martin Faliu) : Eugene Allerton
- Lesley Manville : Dr. Cotter
- Jason Schwartzman : Joe Guidry
- Henry Zaga (VF : Kévin Goffette) : Winston Moor
- Omar Appolo : le garçon du bar Chimu
- Ronia Ava : Joan Vollmer
- Ariel Schulman : Tom Weston
- Colin Bates : Tom Williams
- Drew Droege (VF : Anatole de Bodinat) : John Dume
- David Lowery : Jim Cochan
- Michaël Borremans : le docteur
- Andra Ursuta : Mary
- Lisandro Alonso : Mr. Cotter
- Lorenzo Pozzan : Joe Guidry's Acquaintance

## Production

### Genèse et développement
Guadagnino a toujours voulu adapter le roman de William S. Burroughs, Queer, depuis qu’il a découvert le livre à ses 17 ans.
En Avril 2022, il mentionne le livre à Justin Kuritzkes sur le set de Challengers (2024) à Boston. Il a amené une copie du livre à Kuritzkes, qui l’a lu et l’a adoré, celui-ci a commencé à écrire le script alors qu’il travaillait encore sur Challengers.

### Attribution des rôles
Dès l'annonce du projet en décembre 2022, Daniel Craig est engagé pour incarner le rôle principal, il a été choisi après que l’agent de Guadagnino, Bryan Lourd, ait envoyé le scénario à l’acteur.
En avril 2023, les noms de Drew Starkey (star d’Outer Banks), Lesley Manville (« The Crown ») et Jason Schwartzman (collaborateur fréquent de Wes Anderson) rejoignent le casting.
Omar Apollo annonce sa participation en tant qu'acteur en juillet 2024.

## Accueil
Le 7 novembre 2024, les autorités du district de Kadıköy décident d'interdire la diffusion du film quelques heures avant sa projection en avant première au cours du festival annuel Mubi Fest Istanbul. La société MUBI, organisatrice de l’événement, décide alors d'annuler l’entièreté du festival.

## Distinctions

### Nomination
- Golden Globes 2025 : Meilleur acteur dans un film dramatique pour Daniel Craig

### Sélection
- Mostra de Venise 2024 : en compétition officielle[9]